# Lijst van rijksmonumenten in Boven-Leeuwen
De plaats Boven-Leeuwen telt 7 inschrijvingen in het rijksmonumentenregister. Hieronder een overzicht.
| Object                                                                                  | Oorspronkelijke functie? | Bouwjaar              | Architect        | Locatie                      | Coördinaten?                  | Nr.?   | Afbeelding        |
| --------------------------------------------------------------------------------------- | ------------------------ | --------------------- | ---------------- | ---------------------------- | ----------------------------- | ------ | ----------------- |
| Boerderij met gepleisterde voorgevel, waarin vensters met luiken en zesruitsschuiframen | Boerderij                | ca. 1800              |                  | Bernhardstraat 37            | 51° 53' 18" NB, 5° 33' 37" OL | 38242  | Meer afbeeldingen |
| Huis te Leeuwen                                                                         | Kasteel, buitenplaats    | 1654                  |                  | Waalbandijk 7                | 51° 53' 23" NB, 5° 33' 49" OL | 38244  | Meer afbeeldingen |
| Hervormde Kerk                                                                          | Kerk en kerkonderdeel    | 1753-1758             |                  | Waalbandijk 21               | 51° 53' 16" NB, 5° 33' 4" OL  | 38245  | Meer afbeeldingen |
| Voormalig schoolgebouw                                                                  | Onderwijs en wetenschap  | 1852                  |                  | Waalbandijk 37               | 51° 53' 17" NB, 5° 32' 46" OL | 38246  | Meer afbeeldingen |
| Boerderij                                                                               | Boerderij                | eerste helft 19e eeuw |                  | Waalbandijk 39               | 51° 53' 16" NB, 5° 32' 43" OL | 38247  | Meer afbeeldingen |
| Sint-Willibrorduskerk                                                                   | Kerk en kerkonderdeel    | 1916-1917             | W. te Riele Gzn. | Pastoor Schoenmakersstraat 2 | 51° 53' 9" NB, 5° 32' 48" OL  | 523086 | Meer afbeeldingen |
| T-Boerderij Vredenburg                                                                  | Boerderij                | derde kwart 19e eeuw  |                  | Waalbandijk 5                | 51° 53' 25" NB, 5° 34' 0" OL  | 523087 | Meer afbeeldingen |